# Route nationale 37 (Luxembourg)
Pour les articles homonymes, voir N37 et Route nationale 37.
La route nationale 37 est une route nationale luxembourgeoise.
Cette courte route relie le chemin repris 113 à l'autoroute A13 à Ehlerange en périphérie d'Esch-sur-Alzette.